# 常陸大津の御船祭
常陸大津の御船祭（ひたちおおつのおふねまつり）は、茨城県北茨城市大津町にある佐波波地祇神社の春の例大祭。海上の安全と大漁を祈願し5年に1度行われる。漁船に神輿を乗せての陸上渡御という形態は他に例がなく、2017年（平成29年）3月に国の重要無形民俗文化財に指定された。

## 概要
佐波波地祇神社の5年に1度の例大祭で、2日間にわたって行われる。初日は宵祭りと呼ばれ、港から町中まで御船（空船）が陸上渡御する。神社では、夜間暗闇の中で神輿に御霊写しの儀が行われる。2日目の本祭りで、神輿が神社から町中まで渡御し御船に乗船、神輿を乗せた御船（神船）は港まで陸上渡御する。港で下船した神輿は潮垢離神事を行った後、神社に帰御する。

## 歴史
この祭は佐波波地祇神社の絵馬に1726年（享保11年）に行ったとある。当初は、御船が海上を渡御する祭だったが、港湾整備などにより渡御していた場所が陸地になってしまい、なるべく祭の内容を変えないようにした結果、御船を陸上を曳き回すという形式になったと考えられている。5年おきに行うようになったのは1975年（昭和50年）に茨城県指定無形文化財になってからで、それまでは陸上渡御による船の損傷が激しいため、修繕費が捻出できた年だけ行われた。元々は地元漁師の祭だったが、現在は「常陸大津の御船祭保存会」が実施主体となっている。

## 御船
全長約14m、全幅約3m、重量約7t。元々は実際に漁に使われている漁船を用いたが、現在は祭用に造船した木造船を用いている。御船は祭以外の時期は大津港内にある漁業歴史資料館「よう・そろー」に展示されている。神輿を乗せた本祭りの際には、神職、水主衆、囃子方など50人ほどが乗り込み、ソロバンと呼ばれる木枠を敷いた上を、2～30人が舷側にとりつき船を揺らしながら、500人ほどの曳き手が綱で曳いて滑走させる。2012年（平成24年）の北茨城市教育委員会の調査によれば、神輿を乗せた船が水上を渡御する祭や、船に似せた車輪のついた山車を曳き回す祭は全国に302件あるが、漁船をそのまま陸上で曳くという祭はほかに例がなかった。

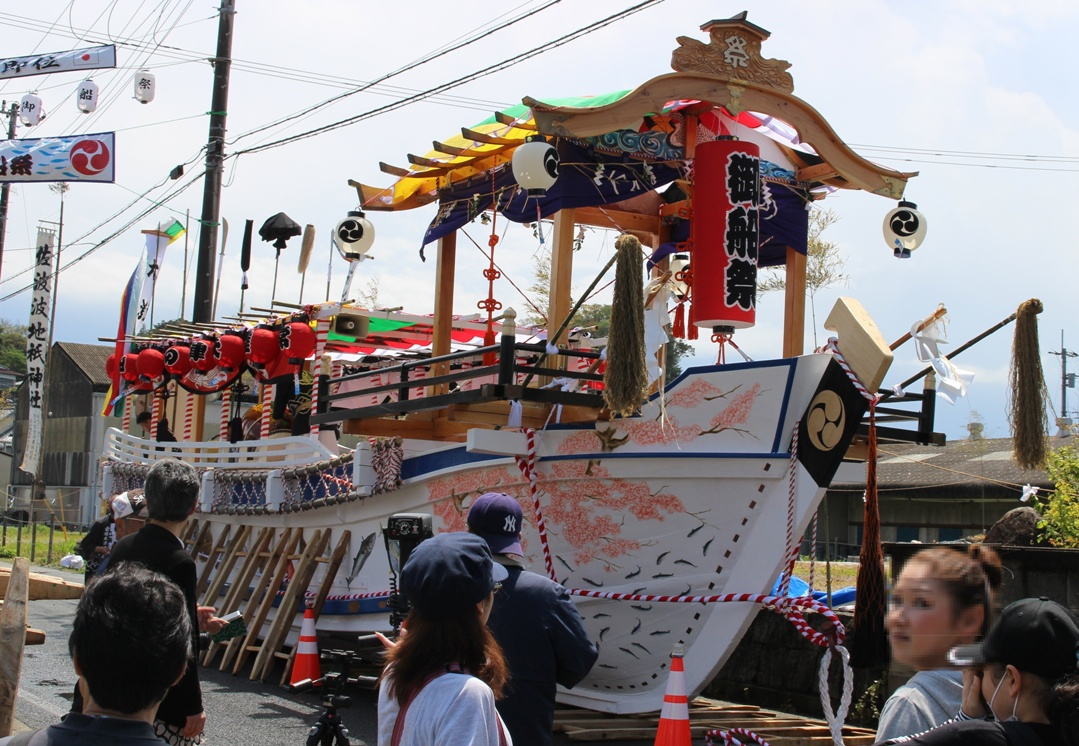
御船
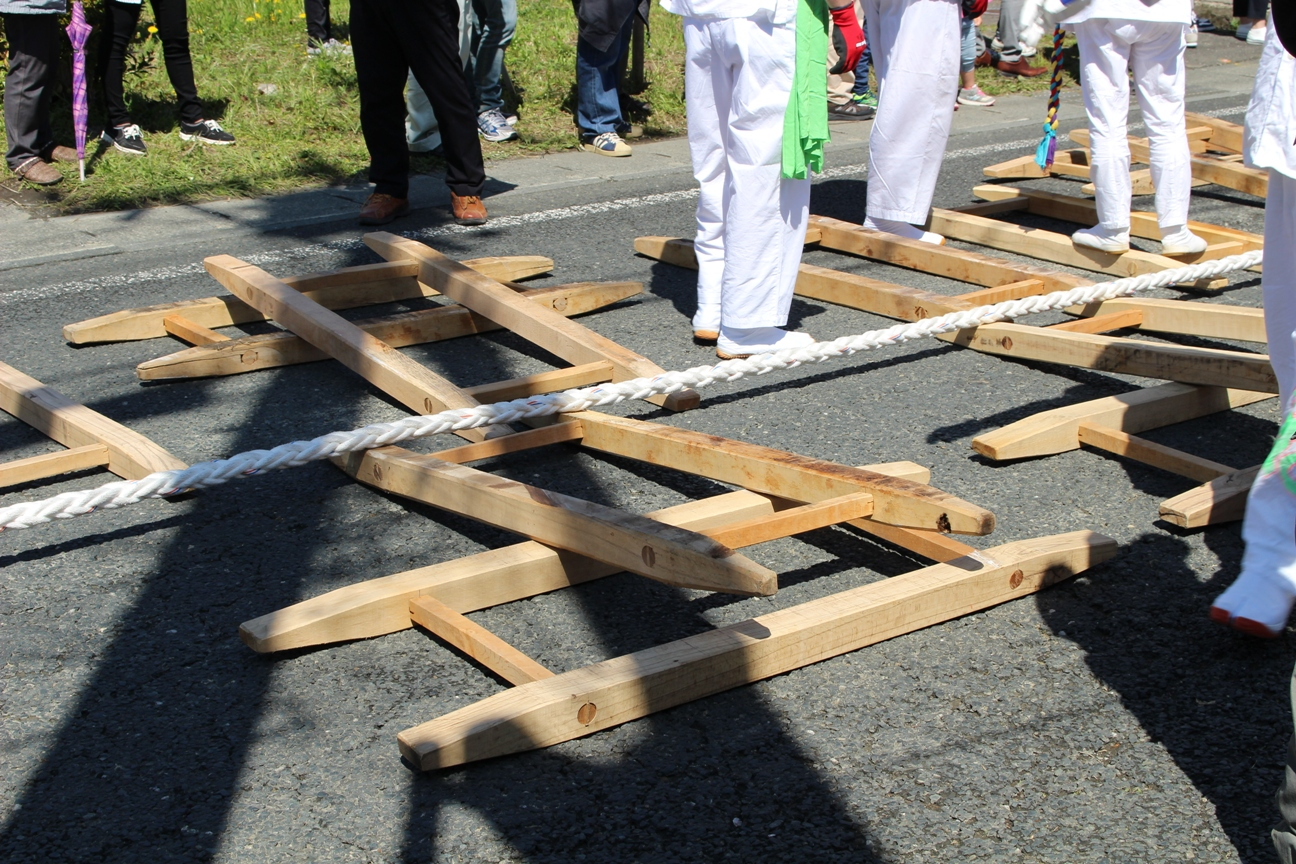
船の下に敷くソロバンと曳き綱